# Stor sandrovfluga
Stor sandrovfluga (Antipalus varipes) är en tvåvingeart som först beskrevs av Johann Wilhelm Meigen 1820.  Stor sandrovfluga ingår i släktet Antipalus, och familjen rovflugor. Enligt den svenska rödlistan är arten sårbar i Sverige. Arten förekommer i Götaland. Artens livsmiljö är skogslandskap, jordbrukslandskap.

## Bildgalleri

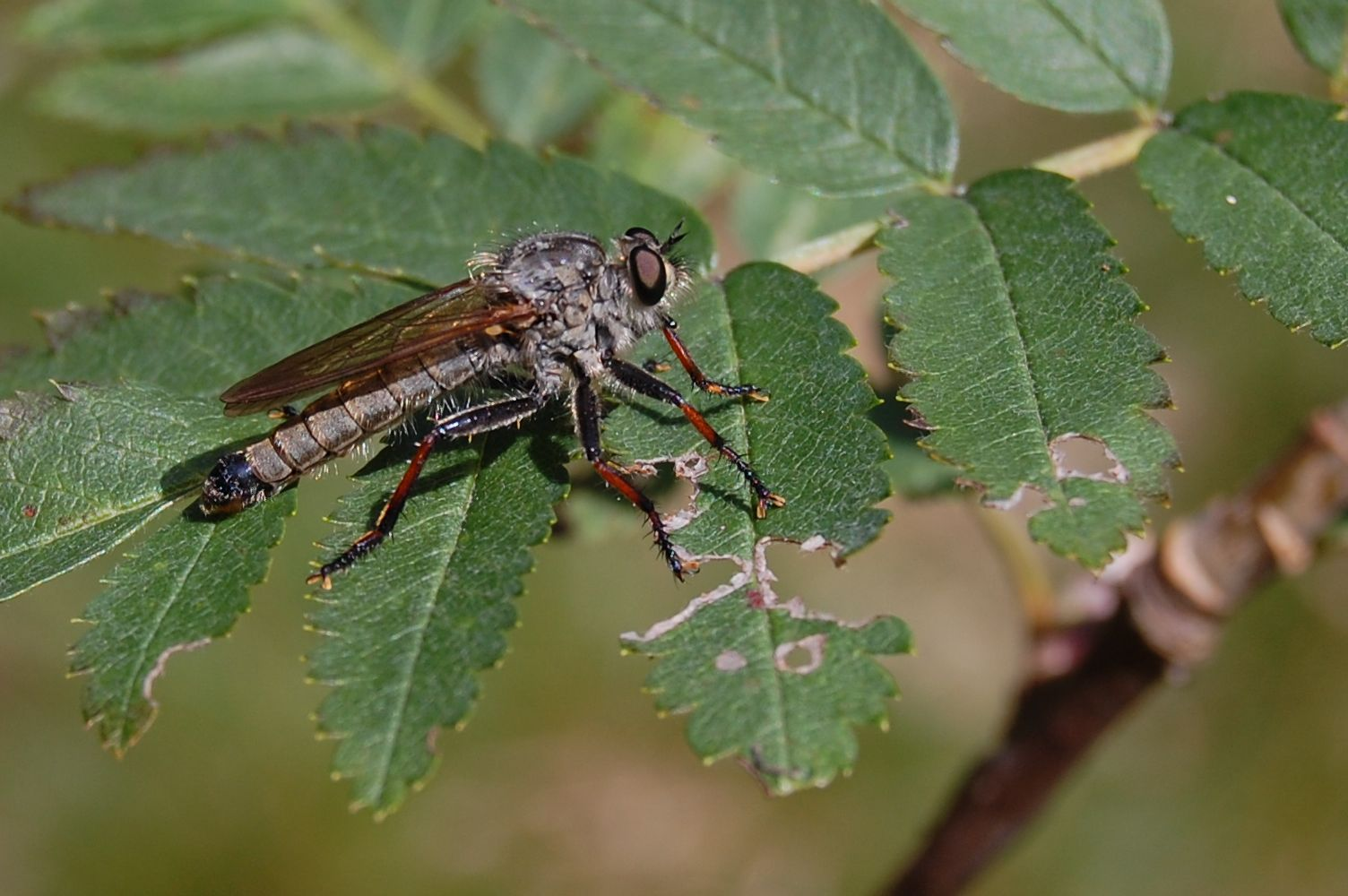
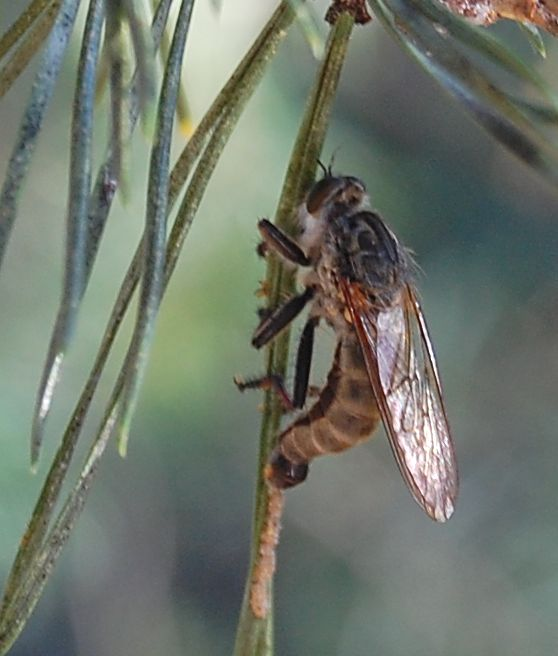
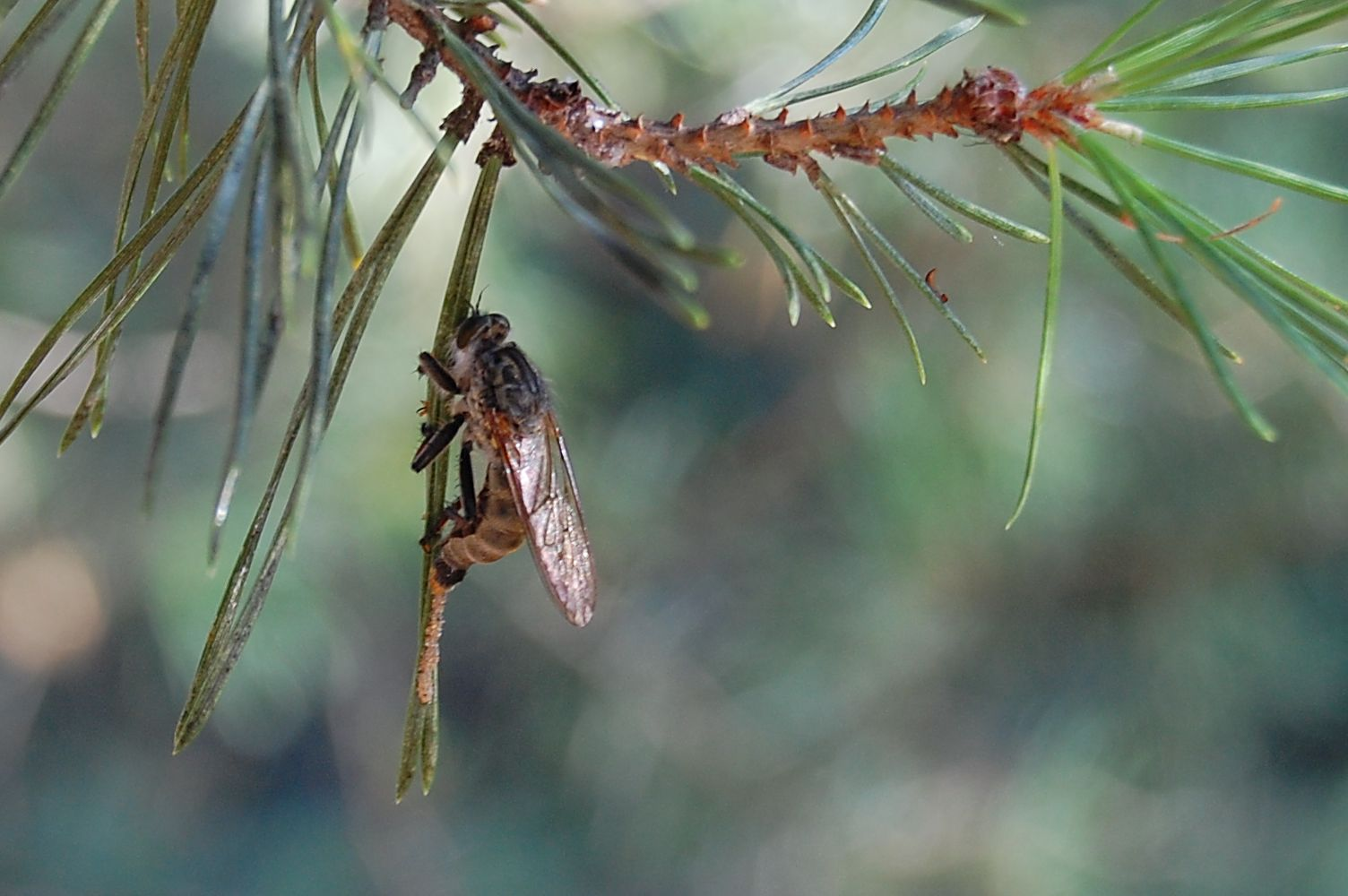
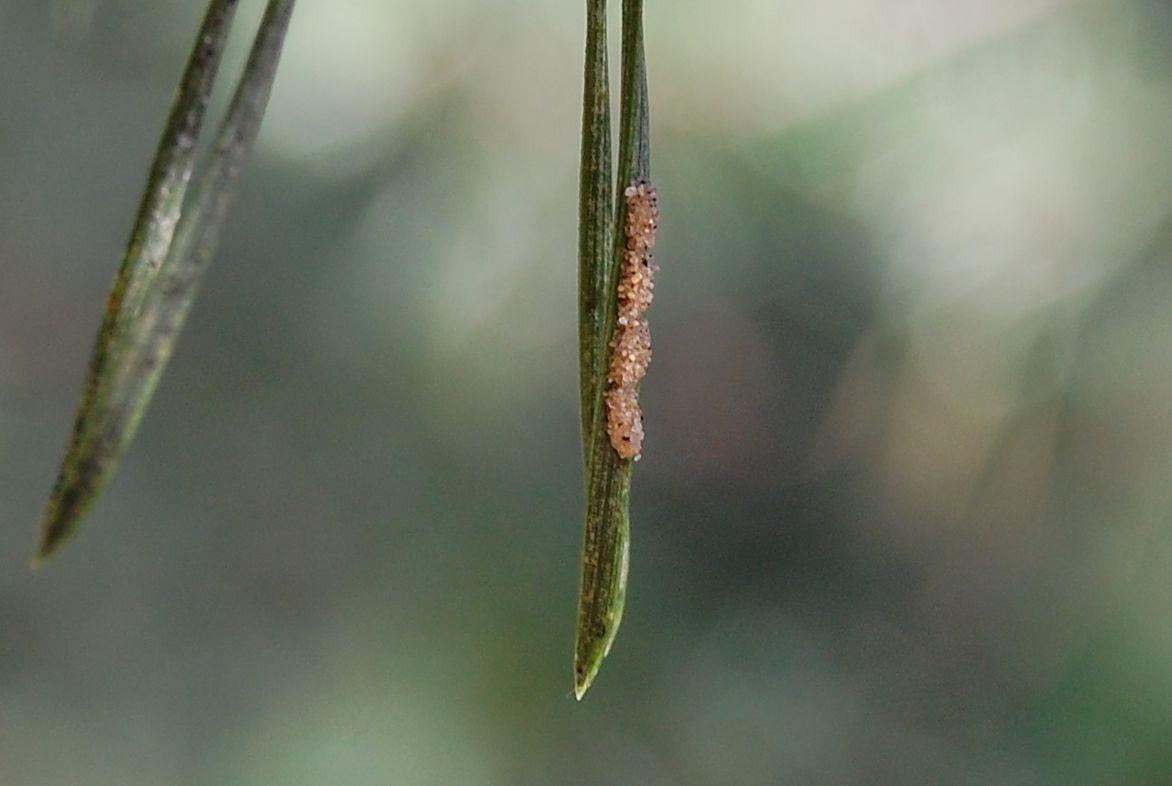